# Этелл, Дональд
Дональд Этелл (англ. Donald Ethell; род. 23 июля 1937, Ванкувер, Британская Колумбия) — канадский государственный и политический деятель. Работал лейтенант-губернатором Альберты с 2010 по 2015 год.

## Биография
Родился в Ванкувере (Британская Колумбия) в 1937 году, в семье медсестры и старшины военно-морского флота. В 1955 году поступил на службу в сухопутные войска Канады после того, как был его кандидатура была отклонена военно-морским флотом и военно-воздушными силами.
Поступил на службу стрелком в Королевские стрелковые подразделения Канады в возрасте 17 лет и прошел базовую подготовку в казармах Карри в Калгари. Служил в Западной Германии во время холодной войны, а в 1970 году поступил в Канадский полк лёгкой пехоты принцессы Патриции, когда Королевские стрелковые подразделения Канады были расформированы. Прошел путь от унтер-офицера до уорент-офицера, а в 1972 году получил офицерское звание.
Постепенно дослужился до звания полковника. Является ветераном 14 международных миротворческих операций на Кипре, в Ливане, Сирии, Иордании, Египте, Израиле, Центральной Америке и на Балканах. После выхода на пенсию в 1993 году стал участвовать в гуманитарной деятельности, включая CARE International.
8 апреля 2010 года премьер-министр Канады Стивен Харпер объявил о назначении Дональда Этелла лейтенант-губернатором Альберты. Вступил в должность 11 мая 2010 года. Посвящен в Рыцари Справедливости и награжден Орденом Святого Иоанна 11 сентября 2010 года. В 2013 году удостоен Медали мира Пирсона.